# Listă de compozitori de muzică religioasă
- Anton Pann
- Dimitrie Suceveanu
- Giovanni Pierluigi da Palestrina